# وودشاک
وودشاک (به انگلیسی: woodshock) فیلم درام مهیج روان‌شناسانهٔ آمریکایی، محصول سال ۲۰۱۷ به کارگردانی کیت و لورا مالیوی است. در این فیلم کیرستن دانست، جو کول و پیلو اسبک به ایفای نقش پرداخته‌اند.

## داستان
این فیلم داستان تریزا را نمایش می‌دهد که دچار تنهایی و شکست عاطفی شده‌است.

## بازیگران
- کیرستن دانست در نقش تریزا
- پیلو اسبک در نقش کیث
- جو کول در نقش نیک
- جک کیلمر در نقش جانی
- سوزان تریلور در نقش مادر تریزا
- استف دووال در نقش اد